# Filialkirche Übersbach

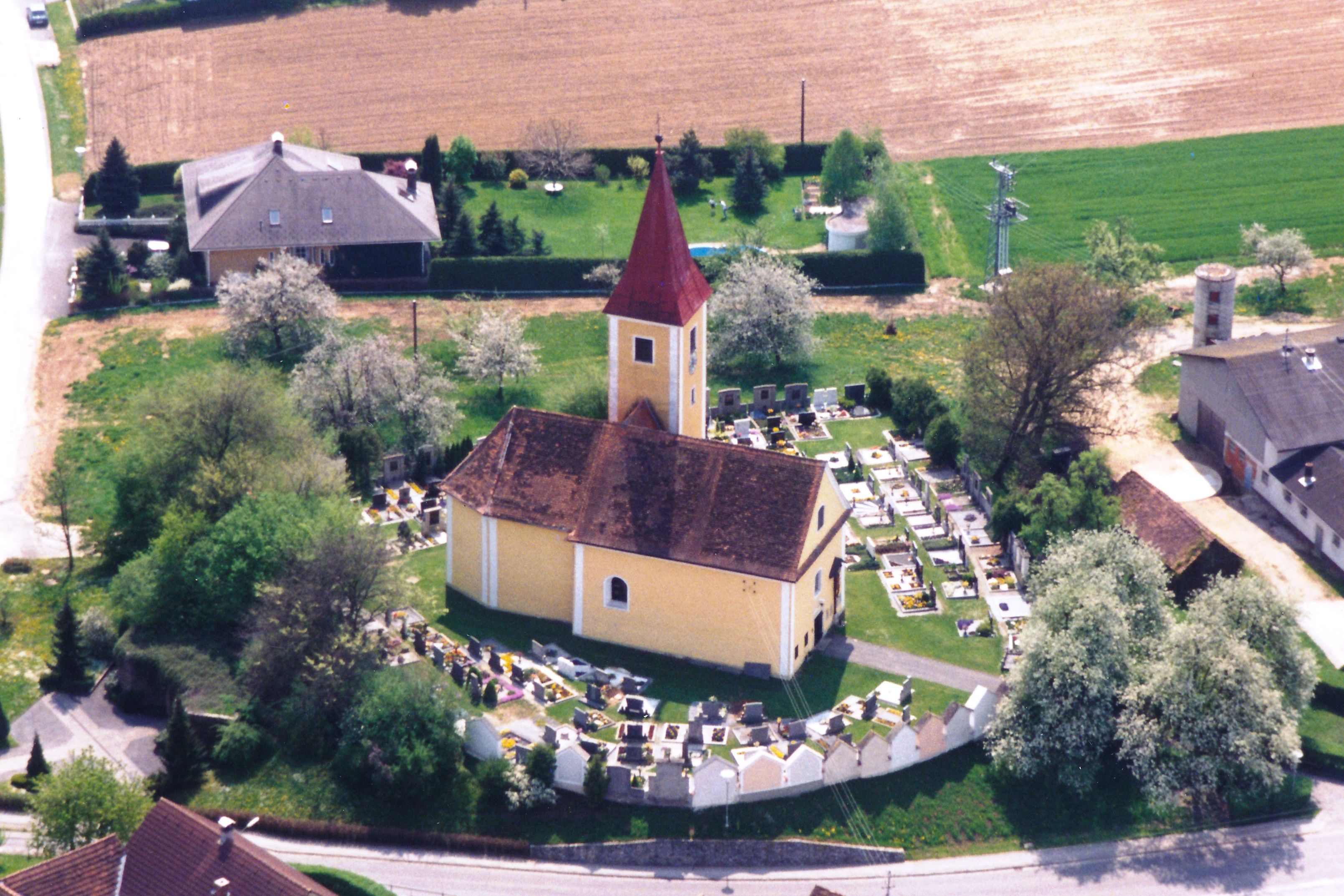
Katholische Pfarrkirche hl. Johannes der Täufer in Übersbach

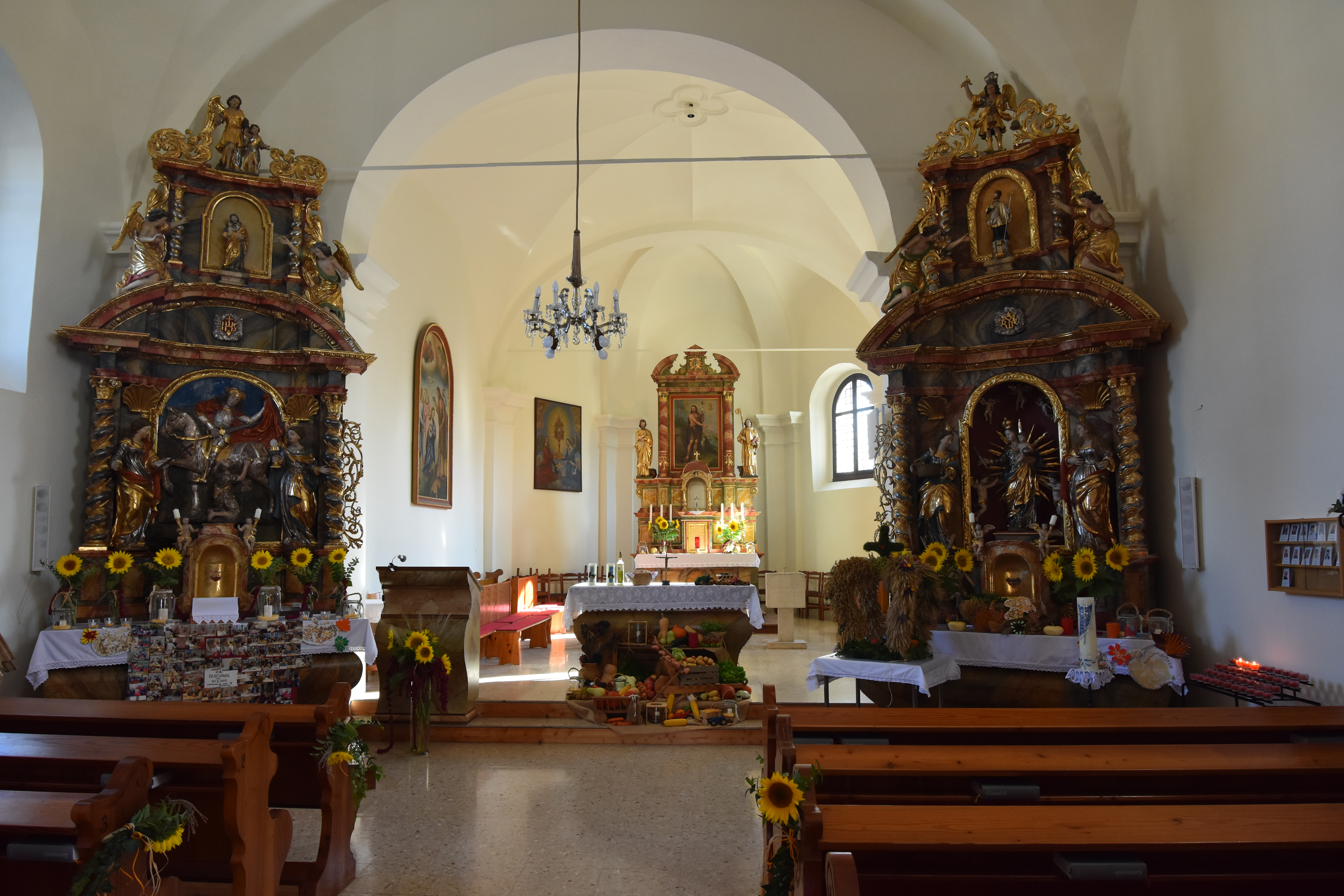
Langhaus, Blick in den Chor

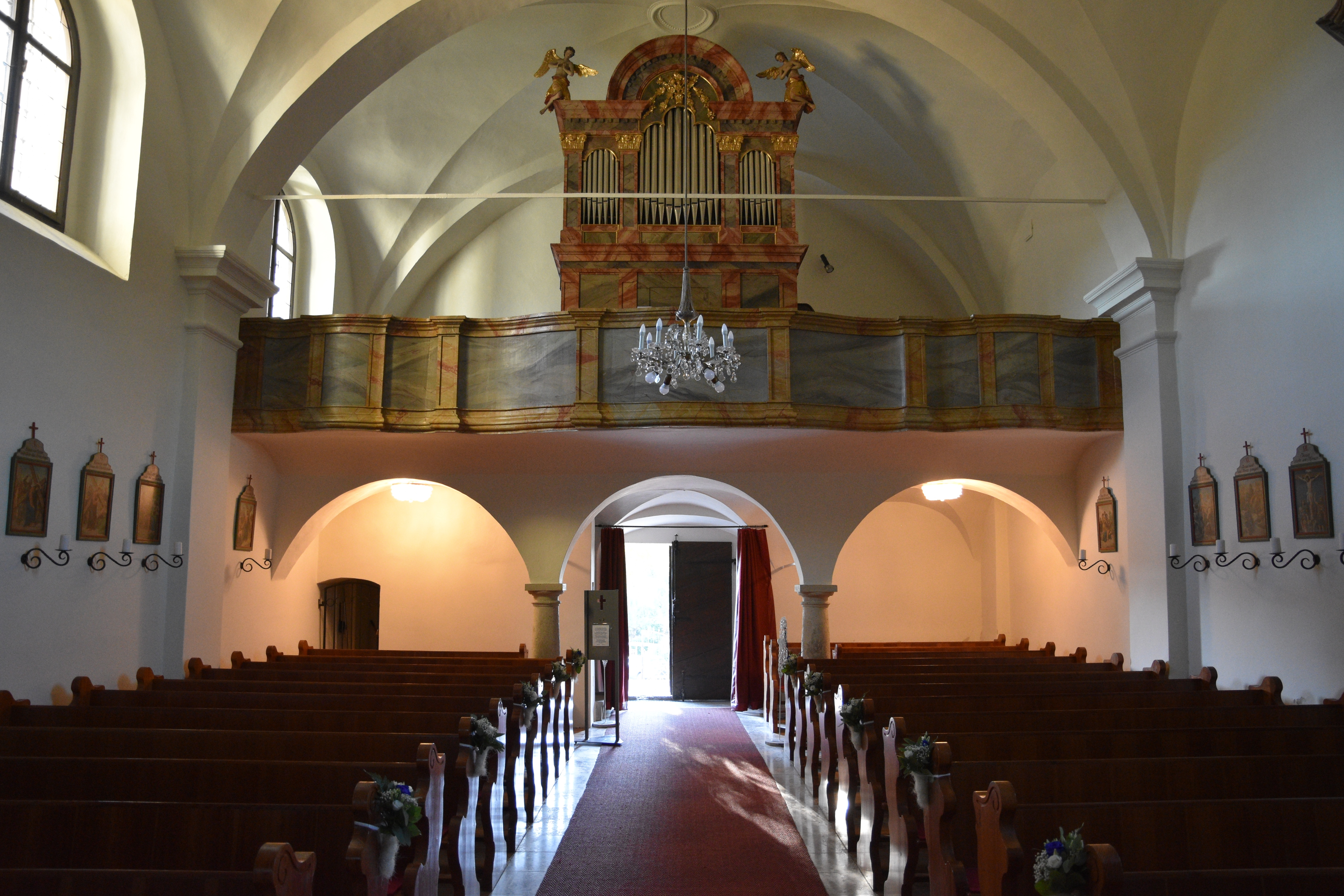
Langhaus, Blick zur Orgelempore

Die römisch-katholische Filialkirche Übersbach steht in der Ortschaft Übersbach in der Stadtgemeinde Fürstenfeld im Bezirk Hartberg-Fürstenfeld in der Steiermark. Die dem Patrozinium des Heiligen Johannes der Täufer unterstellte Pfarrkirche gehört zur Region Oststeiermark (Dekanat Waltersdorf) in die Diözese Graz-Seckau. Die Kirche steht unter Denkmalschutz (Listeneintrag).

## Geschichte
Die Kirche wurde von Herrand von Wildon erbaut und 1197 geweiht und hierauf dem Johanniterorden übertragen. Noch 1605 wurde Übersbach als Pfarre genannt. Nun Filiale der Pfarrkirche Söchau.
Der barocke Neubau entstand im dritten Viertel des 17. Jahrhunderts wohl vom gleichen Baumeister wie in Söchau unter Verwendung gotischer Teile bei Chor und Turm. Die Kirche wurde 1945 beschädigt. 1971 fand eine Innenrestaurierung und 2024 die Außenrenovierung statt.

## Architektur
Die Kirche ist von einem Friedhof mit Ummauerung umgeben.
Das Kirchenäußere zeigt ein Langhaus, das aus Rücksicht auf den Turm etwas nach Norden verschoben ist. Südlich am dritten Joch des Langhauses steht ein quadratischer Turm mit einem Pyramidendach. Es gibt abgetreppte Strebepfeiler. Die Westfront hat einen Dreieckgiebel.
Das Kircheninnere zeigt ein dreijochiges Langhaus mit einem sechsteiligen Kreuzgratgewölbe auf Gurten und Pilastern, der dreiachsige Orgelchor steht auf zwei Säulen, der eingezogene einjochige Chor hat einen Dreisechstelschluss.

## Einrichtung
Der Hochaltar entstand 1900. Die zwei Seitenaltäre entstanden um 1700, der linke Seitenaltar zeigt das Hochrelief hl. Martin zu Pferde aus dem Ende des 15. Jahrhunderts. Die Kanzel ist aus 1783. Das Eingangsgitter nennt 1898.
Die Orgel baute Johann Deutschmann  1868.